# Rudy Nappi
Rudy Nappi, né en 1923 à New York et mort le 13 mars 2015 à Charlotte, est un peintre et illustrateur de pulp magazine américain,.

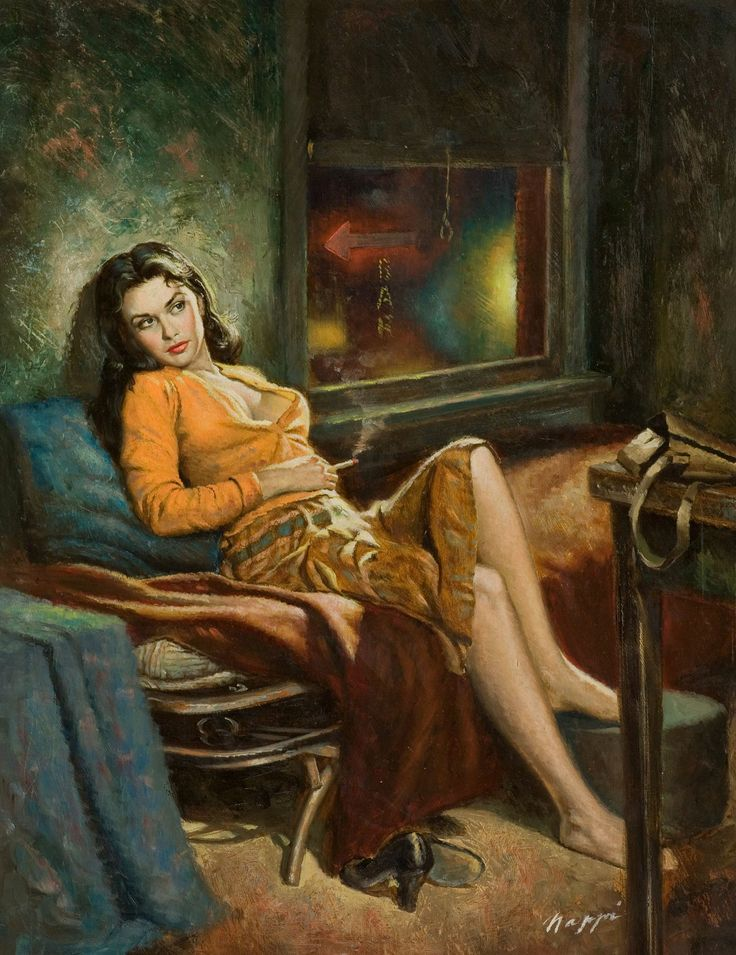
The Reefer Girl par Rudy Nappi, 1956